# カルロ・スカルパ

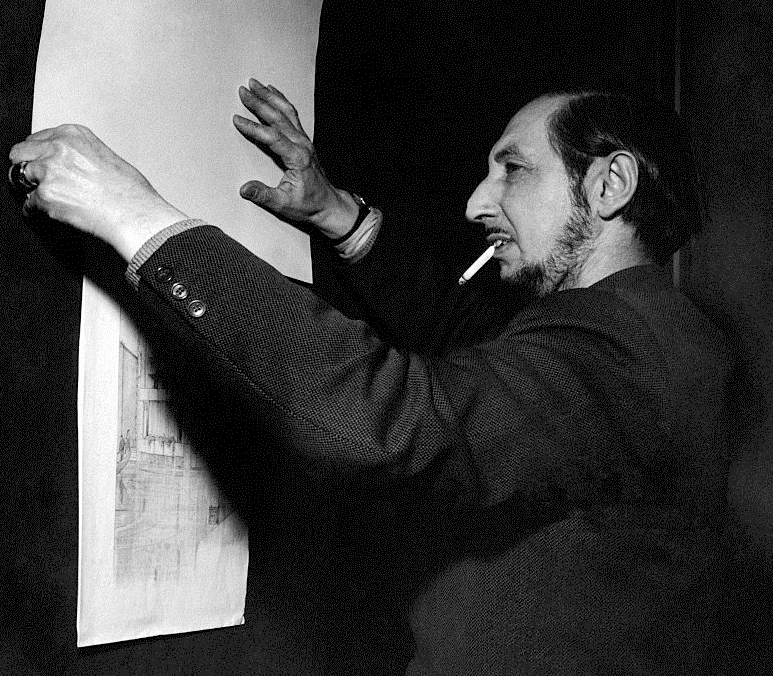
Carlo Scarpa en 1954

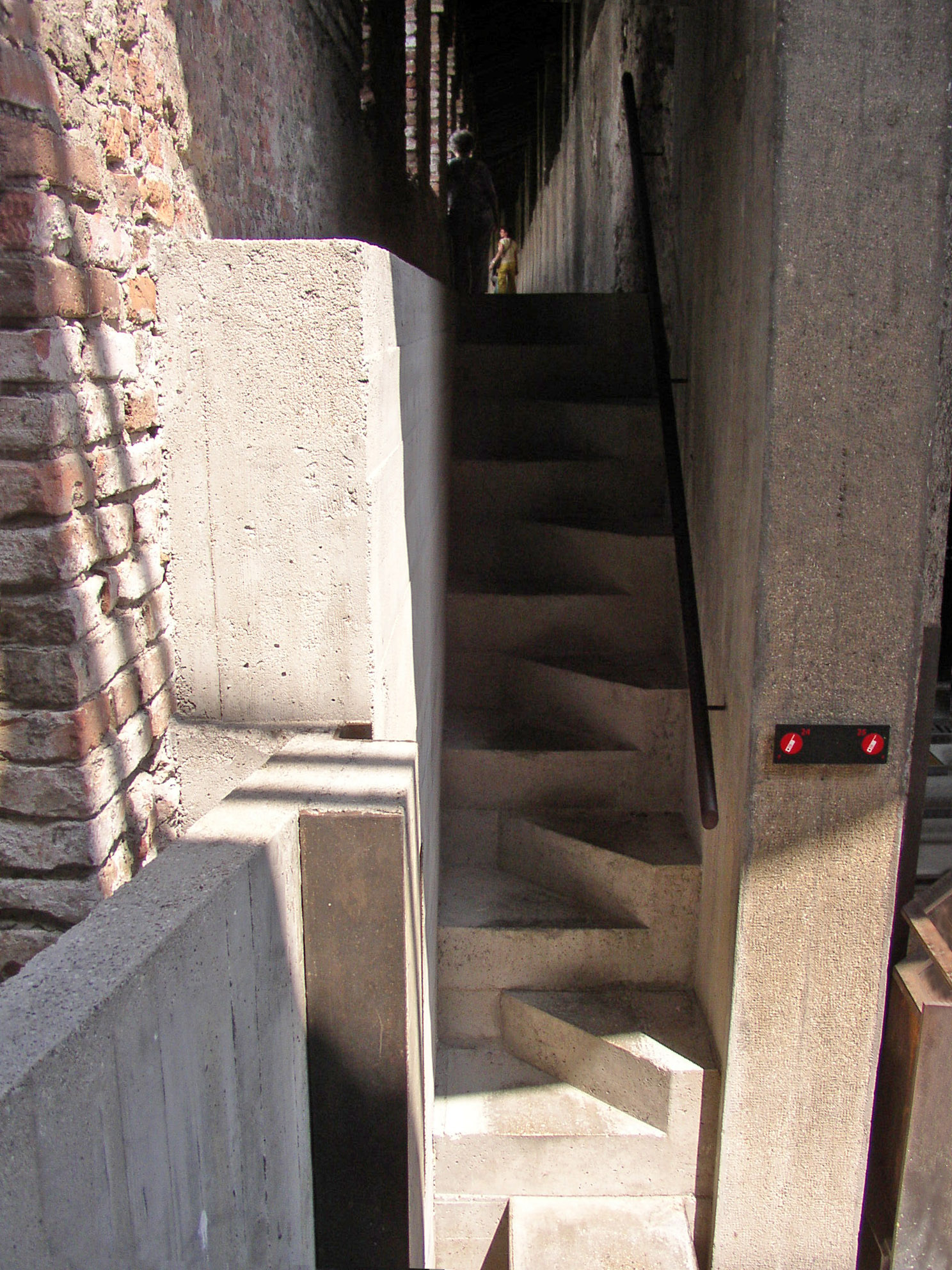
スカルパの建築物

カルロ・スカルパ（Carlo Scarpa、1906年6月2日 - 1978年11月28日）はヴェネツィア生まれのイタリア人建築家。素材の扱いに長けていた。

## 経歴
ヴェネツィアに生まれ、職人の親方の下で長期間見習いをしていた間に、建築に対する理解を深め技術を磨いた。17歳から建築家ヴィンチェンツォ・リナルドの事務所で設計活動を始める。彼の建築は素材への感性豊かな想像力に基づいており、季節や歴史といった時の移ろいを繊細に表現する。安藤忠雄やマリオ・ボッタといった建築家にまで、幅広く賞賛されている。
1978年、ヴェネツィア建築大学の学長だった時に、仙台に滞在中に階段から足を踏み外して死亡。日本建築の愛好者だったことで知られる。そのキャリアの多くを展覧会の会場構成や既存の建物の改修が占める。

## 代表建築
- アカデミア美術館 (ヴェネツィア)
- ヴェネツィア・ビエンナーレの中央館（ジャルディーニ公園）
- カ・フォスカリ、ヴェネツィア 1935 - 1956
- ヴェネツィア・ビエンナーレ・ベネズエラ館、1954 - 1956
- カステルヴェッキオ美術館改修、イタリア・ヴェローナ 1956 - 1964
- オリベッティ社ショールーム、イタリア・ヴェネツィア、1957 - 1958
- クエリーニ・スタンパーリア財団改修、イタリア・ヴェネツィア、1961-1963
- ブリオン家墓地、イタリア・San Vito（トレヴィーゾ県アルティーヴォレ）、1969 - 1978
- ヴェローナ銀行増改築、イタリア・ヴェローナ、1973

## 評伝
- 『カルロ・スカルパ』A.F.マルチャノ編、濱口オサミ訳、鹿島出版会〈SD選書〉、1989
- J.K.マウロ・ピエルコンティ『カルロ・スカルパの日本』三浦敦子訳、鹿島出版会、2024